# بخش رودبار الموت شرقی
بخش الموت شرقی از بخش‌های شهرستان قزوین است. این بخش در میان رشته کوه‌های البرز واقع در شمال خاوری استان قزوین، در سمت جنوبی شهرستان تنکابن از استان مازندران و غرب طالقان از استان البرز جای دارد.

## نامگذاری
دربارهٔ نام الموت سه دیدگاه وجود دارد:
- الموت واژه‌ای است مرکب از دو واژه «آله» و «اموت». نویسنده برهان قاطع این کلمه را به فتح الف و لام بر وزن «جبروت» می‌داند و می‌نویسد:

«نام قلعه‌ای است مشهور که مابین قزوین و گیلان واقع است و آن را به سبب ارتفاعی که دارد آله آموت گفتندی یعنی عقاب آشیان چه «اله» عقاب و «آموت» آشیان باشد.»

- برخی نیز آموت را چنانچه در زبان تاتی مردم الموت وجود دارد، به معنای آموخت گرفته‌اند و از آن به این تعریف رسیده‌اند: عقاب دست آموز.
- شماری هم اشاره به این می‌کنند که بن مایه کلمه الموت، ارموت، ارمود، امروت، اربو و امبرود (نوعی گلابی) است و از آنجا که در زبان تاتی گاهی «ر» به «ل» تبدیل می‌شود مثل «برگ» (بلگ)، پس الموت همان ارموت است که «ر» به «ل» تبدیل شده‌است.

## جغرافیای سیاسی
مرکز این بخش معلم‌کلایه است.
الموت شرقی از شمال به دهستان‌های دو هزار و سه هزار تنکابن، از شرق به قله شاه البرز و طالقان، از غرب به بخش رودبار الموت غربی و از جنوب غربی به قزوین و بخش محمدیه محدود می‌شود.
الموت شرقی شامل سه دهستان می‌شود که عبارت‌اند از:
- الموت بالا به مرکزیت روستای مینودشت(بوکان شترخان سابق)
- معلم کلایه به مرکزیت معلم کلایه
- الموت پایین به مرکزیت روستای زوارک

## جغرافیای انسانی
اکثر اهالی این بخش تات هستند و به جز روستای گرمارود سفلی که به گویش مراغی حرف می‌زنندبه گویش تاتی الموتی صحبت می‌کنند. همچنین در روستاهای آوه، هرانک، مدان، کافرکش، سفیددر، خوبکوه و لامان مردم به زبان ترکی سخن می‌گویند.

### سرشناسان
- حسن صباح، پیشوای اسماعیلیه
- کل احمد بالاروچی، ضد قهرمان داستان عزیز و نگار و زاده روستای بالاروچ
- جلال بیگ کلانی، زاده روستای کلان
- ولی خان خواجوی کلانی، زاده روستای کلان
- شیردل ورکی، شاعر زاده روستای ورک

## جغرافیای طبیعی

### طبیعی - تاریخی
- قلعه الموت (مقر حسن صباح در ۵۰۰ متری روستای گازرخان)
- قلعه عین‌السلطنه (در روستای زوارک)
- روستای پیچ بن (مرتفع‌ترین منطقه رودبارالموت و برخوردار از جاذبه‌های گردشگری و کوهنوردی)